# Звуковая колонка

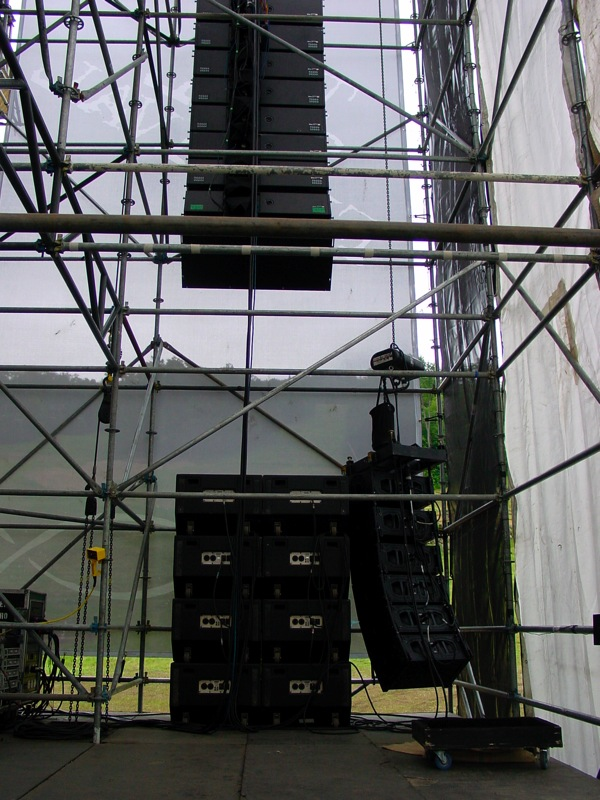
Два подвешенных линейных массива и сабвуферы

Звуковая колонка, линейный массив (от англ. line array) — акустическая система, состоящая из большого количества громкоговорителей, расположенных вертикально. Линейный массив позволяет добиться достаточно узкой диаграммы направленности в вертикальной плоскости, что необходимо для озвучивания открытых площадок, а иногда и крупных закрытых помещений.
В старых источниках линейные массивы называются звуковыми колонками. Теперь звуковыми колонками чаще называют бытовые акустические системы, не имеющие отношения к линейным массивам. ГОСТ 27418-87 указывал, что звуковая колонка является синонимом для бытовой акустической системы, но помечал его как недопустимый к применению.

## Принцип действия
Гипотетический точечный источник звука создаёт волны сферической формы — звук равномерно распространяется во все стороны как сфера. При удвоении расстояния от точечного источника уровень звукового давления (SPL) уменьшается на 6 дБ. В то время как бесконечный линейный источник звука создаёт цилиндрические волны и SPL в аналогичных условиях уменьшается только на 3 дБ.
Точечные и линейные источники не существуют в реальности, одиночные акустические системы и линейные массивы — это только их приближения. Линейные массивы имеют конечную длину, поэтому угасание на 3 дБ достигается только в ближнем поле, протяжённость которого зависит как от частоты, так и от длины массива.